# تیلا (آتلانتیدا)
تیلا (به اسپانیایی: Tela) یک منطقهٔ مسکونی در هندوراس است که در استان آتلانتیدا واقع شده‌است. تیلا ۱٬۱۶۳٫۳ کیلومتر مربع مساحت و ۹۹٬۲۹۴ نفر جمعیت دارد و ۳ متر بالاتر از سطح دریا واقع شده‌است.